# Agrypon lineiger
Agrypon lineiger är en stekelart som beskrevs av Morley 1913. Agrypon lineiger ingår i släktet Agrypon och familjen brokparasitsteklar. Inga underarter finns listade i Catalogue of Life.